# صخره‌پر سینه‌نارنجی
صخره‌پر سینه‌نارنجی یا صخره‌پر دراکنزبرگ (نام علمی: Chaetops aurantius) پرنده‌ای حشره‌خوار و میان‌جثه از راستهٔ گنجشک‌سانان است که بومی علفزارهای آلپی و صخره‌های کوه‌های دراکنزبرگ در جنوب شرقی آفریقای جنوبی و لسوتو می‌باشد. این گونه ارتباط نزدیکی با پرندهٔ صخره‌پر دماغه ناهمجا Chaetops frenatus دارد؛ این دو گونه از سردهٔ Chaetops تنها اعضای زندهٔ تیرهٔ صخره‌پران (Chaetopidae) هستند.

## نگارخانه

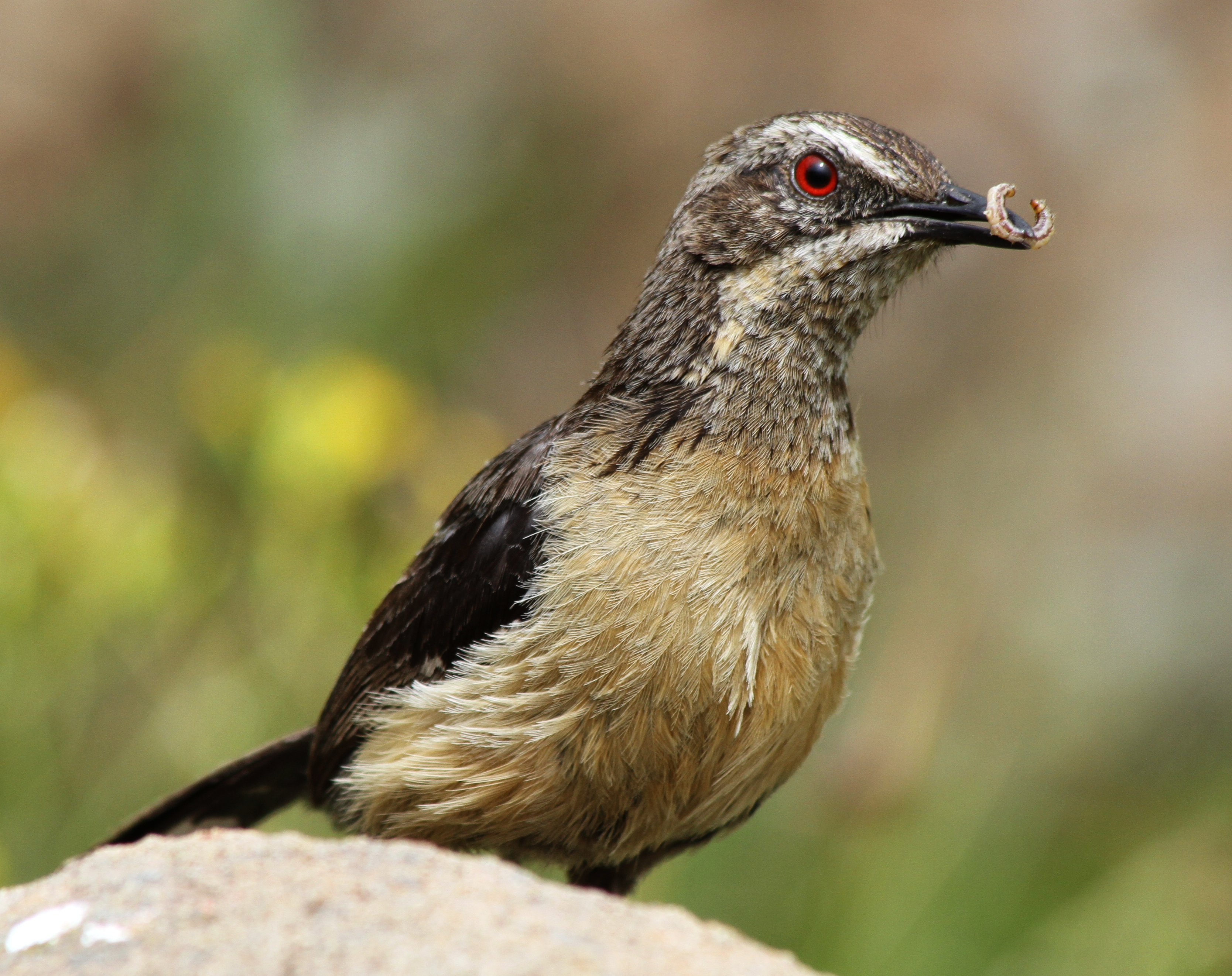
ماده
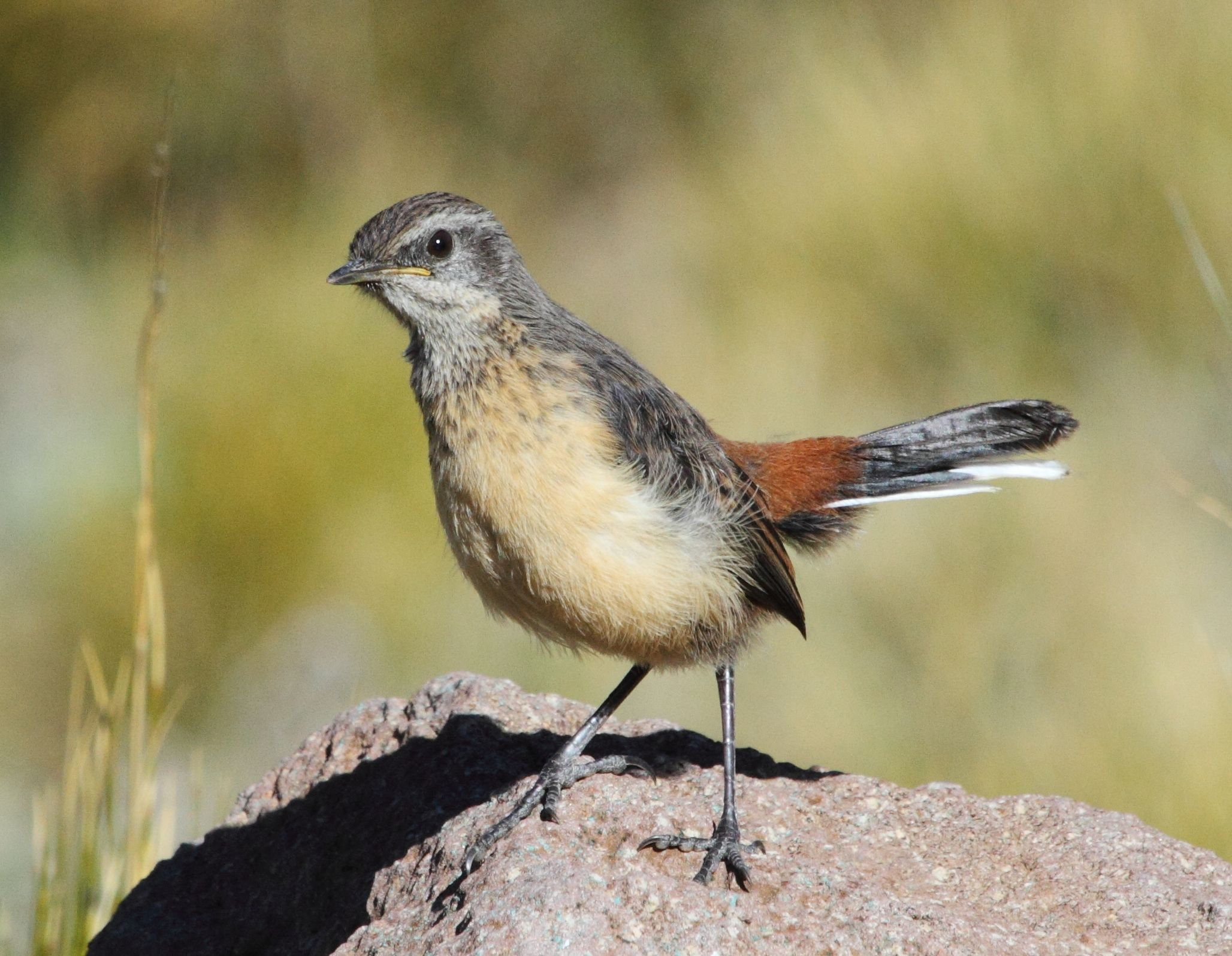
یک صخره‌پر نابالغ از نژاد دراکنزبرگ
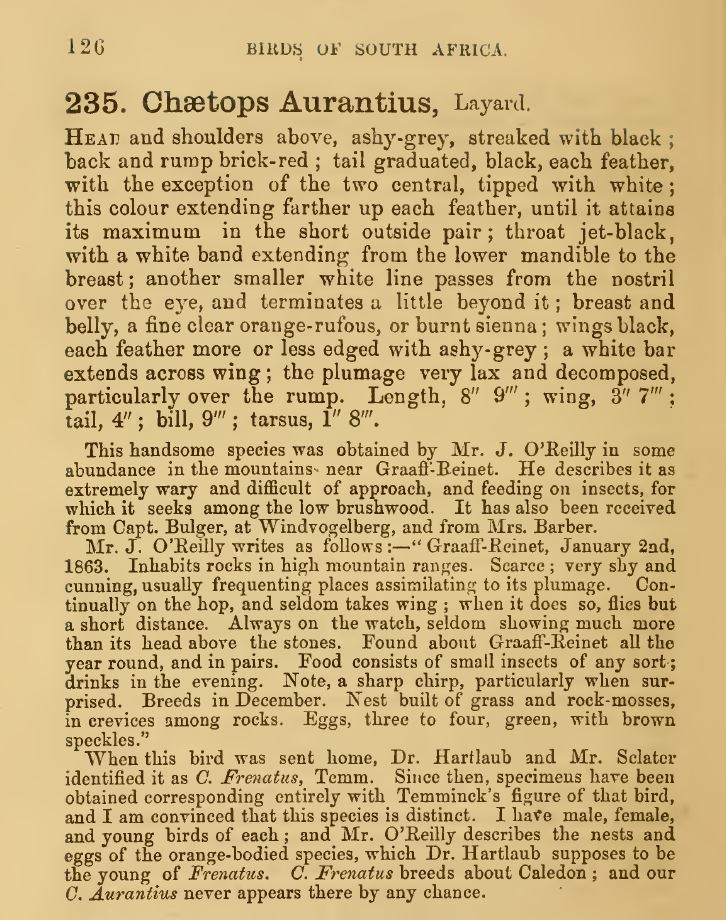
یک کپی از توضیحات اصلی لایارد.